# Robert Schmidt (skådespelare)
Robert Schmidt, född 27 april 1882 i Köpenhamn, död 17 november 1941, var en dansk skådespelare och regissör. Han var bror till skådespelaren Albrecht Schmidt.
Schmidt studerade först en kort period vid Det Kongelige Teaters balletskole men avbröt studierna för att bli elev vid Dagmarteatret 1902, han debuterade vid teatern samma år. Han var engagerad där till 1905 och perioden 1910-1914. Han medverkade 1905-1906  i De otte's turné i Norge och Sverige. Han kom senare att engageras vid en rad privatteatrar i Köpenhamn. Mellan 1914 och 1925 var han anställd vid Alexandra Teatret och Betty Nansen Teatret där han även från 1922 fungerade som regissör. Vid sidan av teatern var han uppläsare i radio av dramatiska verk och böcker.
Han debuterade inom filmen 1911 men filmarbetet i större omfattning kom igång först 1915 för bolaget Nordisk Film. Totalt var han med i drygt 50 stumfilmer ofta i rollen som bov eller otrevlig typ. Inom litteraturen har han skrivit bibliografier över sina arbetskamrater Peder Fjelstrup, Frederik Jensen, Anna Larssen, Clara Pontoppidan med flera. Dessutom har han skrivit artiklar om teater och scenkonst. 

## Filmografi roller i urval
- 1911 – Den svarte doktorn
- 1911 – Champagneruset
- 1914 – Det hemmelighedsfulde X
- 1917 – Livets gøglespil
- 1932 – Med fuld musik